# Ngưu Đầu tông

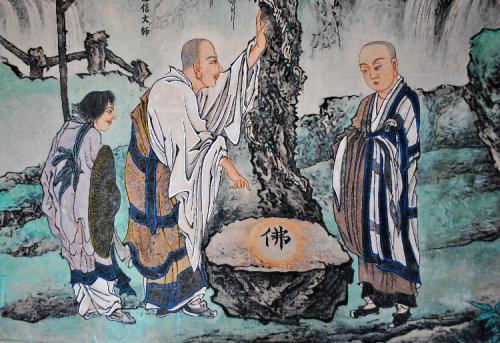
Cuộc hội vấn giữa Tứ Tổ Đạo Tín và Thiền sư Pháp Dung tại động núi Ngưu Đầu.

Ngưu Đầu tông (zh. 牛頭宗), cũng được gọi là Ngưu Đầu Thiền (zh. 牛頭禪), là một dòng Thiền của Thiền tông Trung Quốc do Thiền sư Pháp Dung sáng lập vào đầu nhà Đường. Tên gọi của tông này được lấy theo tên ngọn núi Ngưu Đầu ở Giang Ninh là nơi Thiền sư Pháp Dung từng tu tập và hoằng pháp. Tông này phát triển trong khoảng 200 năm và sau đó bị thất truyền vào giữa cuối thế kỷ thứ 9.

## Lịch sử
Người sáng lập của Ngưu Đầu tông là Thiền sư Ngưu Đầu Pháp Dung (594-657). Pháp Dung từng một mình ẩn tu tại núi Ngưu Đầu, Giang Ninh. Ông ngồi Thiền cảm hóa được các loài thú trong núi đến cúng dường. Tứ tổ Đạo Tín nhìn ngọn núi Ngưu Đầu biết đây có dị nhân nên đích thân lên núi gặp ông. Qua đối đáp, Pháp Dung ngộ ý chỉ Thiền và trở thành một trong các đệ tử nối pháp của Đạo Tín. Từ đó, Thiền sư Pháp Dung tích cực giáo hóa và mở rộng môn hạ, về sau trở thành tông Ngưu Đầu.
Vị đệ tử kế thừa Thiền sư Pháp Dung trở thành tổ thứ hai của tông này là Thiền sư Ngưu Đầu Trí Nham. Tuy nhiên, có một số học giả đặt ra nghi vấn về tính xác thực về mối quan hệ thầy trò giữa Thiền sư Pháp Dung và Trí Nham và cho rằng đó là bịa đặt. Họ dẫn chứng các tài liệu như Tục Cao Tăng Truyện là tác phẩm sớm nhất có viết về Đạo Tín và Pháp Dung, trong đó không hề đề cập đến mối quan hệ thầy trò giữa Pháp Dung và Trí Nham. Và tiểu sử của Trí Nham cũng không nhắc đến việc ông từng trụ trì tại núi Ngưu Đầu.
Đến đời thứ 6, tông Ngưu Đầu bắt đầu phân làm hai phái: một phái với Ngưu Đầu Huệ Trung (683-769) và đệ tử là Phật Quật Duy Tắc (751-830), phái còn lại với Nhuận Châu Huyền Tố (668-752, cũng được gọi là Hạc Lâm Huyền Tố) và môn đệ là Kinh Sơn Đạo Khâm (714-792). Dưới sự hoằng hóa của Ngưu Đầu Huệ Trung và Hạc Lâm Huyền Tố, Ngưu Đầu tông trở nên hưng thịnh, trở thành một thế lực hùng mạnh đương đầu nổi với cả Bắc Tông và Hà Trạch Tông.
Sáu vị tổ sư quan trọng của Ngưu Đầu tông là:
1. Sơ tổ: Thiền sư Pháp Dung
2. Nhị tổ: Thiền sư Trí Nham
3. Tam tổ: Thiền sư Huệ Phương
4. Tứ tổ: Thiền sư Pháp Trì
5. Ngũ tổ: Thiền sư Trí Uy
6. Lục tổ: Thiền sư Huệ Trung

Việc lập ra hệ thống sáu đời tổ sư như trên của Ngưu Đầu tông được cho là để đối kháng lại với tình hình tranh chấp trong nội bộ Thiền tông đương thời giữa phe Bắc tông Thần Tú và phe Nam tông Huệ Năng. Thông qua đó khẳng định rằng Ngưu Đầu tông là Thiền chính thống bắt nguồn từ Tứ tổ Đạo Tín, có trước cả hai phe Bắc Tông Thần Tú và Nam tông Huệ Năng bắt nguồn từ Ngũ tổ Hoằng Nhẫn.
Khoảng thế kỷ 7-8, phái Bắc Tông Thần Tú, Nam Tông Huệ Năng với đại diện là phái Hà Trạch, và Ngưu Đầu tông trở thành những dòng Thiền đại diện cho Thiền tông đương thời, họ tạo thành một thế chân vạc. Về Ngưu Đầu tông, trong số các môn đệ của Thiền sư Ngưu Đầu Huệ Trung, người được xem như là "Ngưu Đầu Tông Đệ Lục Tổ" (Tổ thứ sáu của Ngưu Đầu tông), đã đào tạo ra được các đệ tử nổi danh như Thái Bạch Quán Tông (731-809), Kim Lăng Huệ Thiệp (741-822), Phật Quật Duy Tắc (751-830). Trong đó điển hình nhất là Phật Quật Duy Tắc, ông là tác giả của nhiều tác phẩm Thiền học và có công trong việc thu thập, biên tập lại các văn thư liên quan đến Sơ tổ Pháp Dung. Ngoài ra bản thân Thiền sư Tuệ Trung cũng để lại một số bài thi ca như các bài Kiến Tính Tự hay Hành Lộ Nan mà được nhiều người biết đến. Tổ khai sáng ra phái Thiên Thai Nhật Bản là Đại sư Saichô (Tối Trừng, 767-822) trong thời gian đang du học tại Trung Quốc có đến tham học và tiếp thu tư tưởng của Ngưu Đầu tông từ Thiền sư Thúc Nhiên. Nhờ vậy mà một số tác phẩm tiêu biểu của Ngưu Đầu tông như Vô Sinh Nghĩa và Hoàn Nguyên Tập do Phật Quật Duy Tắc sáng tác đã được truyền qua Nhật.
Nhánh của Thiền sư Hạc Lâm Huyền Tố (668-752) cũng có những đệ tử giỏi như Kính Sơn Đạo Khâm (714-792), Ngô Trung Pháp Kính, Ngô Hưng Pháp Hải. Mà hoạt động của Kính Sơn Đạo Khâm là đáng chú ý nhất, năm 768 ông vào triều giảng đạo và được vua Đường Đại Tông phong hiệu là Quốc Nhất Đại sư và đặt tên cho ngôi chùa nơi ông trụ trì là Kinh Sơn tự. Sau khi ông mất, vua Đường Đức Tông phong thụy hiệu là Đại Giác Thiền sư. Môn đệ của ông có Thiền sư Hàng Ma Sùng Huệ là người đã từng tỉ thí về đạo lực với các nhà tu Lão Giáo và Thiền sư Đạo Lâm Ô Khòa là người đã để lại nhiều giai thoại mang tính triết lý Thiền với Nhà thơ Bạch Cư Dị. Ảnh hưởng của Đạo Khâm lan rộng đến cả các môn đệ của Thiền sư Mã Tổ Đạo Nhất (phái Hồng Châu) và Thạch Đầu Hi Thiên (phái Thạch Đầu), cũng như là Pháp sư Thanh Lương Trừng Quán (738-839) của Hoa Nghiêm Tông.
Giữa Ngưu Đầu tông, phái Hồng Châu, phái Thạch Đầu cũng có sự giao lưu với nhau thông qua hoạt động tham học của các Thiền sinh. Ví dụ, đệ tử nối pháp của Mã Tổ Đạo Nhất là Thiền sư Tây Đường Trí Tạng từng đến tham học với Kính Sơn Đạo Khâm. Hoặc đệ tử của Kính Sơn Đạo Khâm là Thiền sư Đan Hà Thiên Nhiên cũng đến học Thiền với Mã Tổ và Thạch Đầu Hy Thiên. Hay như trường hợp Thiền sư Phục Ngưu Tự Tại và Đông Tự Như Hội trước theo học với Đạo Khâm nhưng sau chuyển qua làm đệ tử của Mã Tổ... Có lẽ nhờ những cuộc giao lưu này mà màu sắc Lão Trang của tông Ngưu Đầu đã thẩm thấu vào tư tưởng của phái Hồng Châu và Thạch Đầu, hai phái này về sau đã trở thành hai dòng truyền thừa chủ lưu của Thiền tông Trung Quốc.
Tông này phát triển trong khoảng 200 năm đầu với địa bàn hoạt động chính tại Giang Đông. Đến giữa cuối thế kỷ thứ 9, tông Ngưu Đầu hoàn toàn bị thất truyền do không có người thừa kế.

## Tư tưởng
Bàn về tông chỉ của Ngưu Đầu tông, Thiền sư Khuê Phong Tông Mật trong sách Trung Quốc Truyền Tâm Địa Thiền Môn sư Tư Thừa Tập Đồ viết như sau: "Ý chỉ của tông Ngưu Đầu cho rằng, bản thể của các các pháp như mộng, xưa nay vô sự, tâm cảnh vốn vắng lặng, chẳng phải nay mà từ khởi thủy vốn đã không. Vì mê nên thấy có, tức thấy các việc thịnh suy, sang hèn. Sự tích vốn như vậy, vì thấy có trái nghịch và tùy thuận nhau, nên phát sinh tình cảm yêu ghét, vì tình sinh nên bị hệ lụy bởi các khổ. Mộng là do mình tạo ra và chấp vào, cái gì là thương tổn cái gì là có ích? Cái trí hiểu được những điều này, cũng như mộng trong tâm; cho đến thiết lập một pháp vượt đến Niết-bàn, cũng như mộng huyễn. Đạt được trạng thái vô sự, lý xứng thì tình dứt, tình dứt thì nhân của khổ diệt, mới có thể vượt qua tất cả những khổ ách, đây là lấy việc dứt tình để tu."  Còn trong Thiền Nguyên Chư Tập, Tông Mật mô tả Thiền sư Pháp Dung là người "nhiều năm nghiên cứu giáo lý Bát-nhã, đã  ngộ được các pháp vốn không, nên mê tình đều không chấp". Như vậy, tông chỉ cốt yếu của Ngưu Đầu tông là trực nhận tất cả các pháp xưa nay đều như mộng huyễn, "không là gốc của đạo" và "vô tâm hợp đạo". Về phương pháp tu tập thì tông này lấy "phá ngã vong tình" ( phá bỏ mọi chấp ngã, yêu ghét, phân biệt đối đãi) để làm chổ tu hành. Như vậy, tông Ngưu Đầu chịu ảnh hưởng từ tư tưởng tính không và phá chấp của Kinh Bát-nhã cũng như tư tưởng "đạo là gốc của vạn vật" của Huyền học Lão Trang.
Một điểm đặc biệt nữa là tư tưởng của Thiền tông Ấn Độ và Trung Quốc đương thời chủ trương chỉ có các loài hữu tình (động vật) là có Phật tính (hữu tình Phật tính), điển hình như Thiền sư Bá Trượng Hoài Hải trong quyển Bá Trượng Ngữ Lục biện chứng rằng nếu như nói các loài vô tình cũng có Phật tính thì tại sao không thấy trong kinh có việc Phật thọ ký cho các loài vô tình thành Phật. Nhưng Phái Ngưu Đầu thì cho rằng cả các loài vô tình (như núi, sông, cây, cỏ...) cũng có Phật tính, quan điểm này được gọi là "Vô tình hữu Phật tính". Chính vì điểm khác biệt này mà giữa phái Hà Trạch và phái Ngưu Đầu đã có nhiều cuộc tranh luận kịch liệt. Các cuộc tranh luận này còn được ghi lại trong Tuyệt Quán Luận và Nam Dương Hòa Thượng Vấn Đáp Tạp Trưng Nghĩa. Trước tông Ngưu Đầu, học thuyết  "Vô tình hữu Phật tính" cũng đã được Tam Luận tông đề xướng cho nên người ta cho rằng Ngưu Đầu tông kế thừa tư tưởng của Tam Luận tông. Học thuyết này cũng được cho là có dính dáng ít nhiều với học thuyết "Vạn vật tề đồng" của Lão Tử và Trang Tử.
Về đặc trưng riêng của hai nhánh xuất phát từ tông Ngưu Đầu, nhánh của Thiền sư Hạc Lâm Huyền Tố và Kính Sơn Đạo Khâm chủ trương Thiền đơn giản, trầm lặng, vô vi. Như bài minh trên tháp của Thiền sư Đạo Khâm ghi rằng: "Đại sư tính tình hòa nhã, ít nói, hiếm khi bàn luận. Người hỏi đạo nhiều đến hàng trăm nghìn, nhưng ngài không trả lời một người nào." Nhánh này cố gắng phát huy triệt để tư tưởng "Vốn vô sự, do quên nên chạy theo vọng tình" của Sơ tổ Pháp Dung. Còn nhánh của Lục tổ Ngưu Đầu tông là Thiền sư Huệ Trung thì chủ trương xả bỏ mọi tư tưởng và chấp trước, không khởi tâm dụng công. Trong Tông Cảnh Lục của Đại sư Vĩnh Minh có dẫn ra lời đối đáp của của Thiền sư Huệ Trung như sau:
Người học hỏi: "Người nhập đạo dụng tâm như thế nào?"
Sư đáp: "Tất cả các pháp vốn không sinh, nay cũng không diệt. Ông chỉ cần mặc nhiên tự tại, không cần phải kiềm chế, trực tiếp thấy, trược tiếp nghe, trực tiếp đến, đi, cần đi thì đi, cần đứng thì đứng, đó là chân đạo. Kinh nói: 'Duyên khởi là đạo tràng, vì biết đúng như thật'."
Lại hỏi: "Nay muốn tu đạo, nên dùng phương tiện gì để đạt được giải thoát?"
Sư đáp: "Người cầu thành Phật, không dùng phương tiện, thấu suốt nguồn tâm, thấy rõ Phật tính, chính tâm là Phật, chẳng vọng chẳng chân. Nên kinh nói, bỏ phương tiện, chỉ nói đạo vô thượng."
Thiền sư Ngưu Đầu Huệ Trung còn có bài kệ an tâm như sau:
"Nhân pháp đều vắng lặng
Thiện ác thảy đều quên
Tâm chân cảnh cũng chân
Là Bồ-đề đạo tràng."
Tông này bị các vị Thiền sư của nhánh Lục Tổ Huệ Năng như Thiền sư Hoàng Bá Hi Vận chê là vẫn chưa biết đến cái then chốt của chổ hướng thượng. Ý nói tư tưởng, tông chỉ của phái này vẫn chưa đạt đến được chân lý tuyệt đối, ý chỉ tột cùng của Thiền tông.

## Truyền thừa
Sơ lược về pháp hệ truyền thừa của các Thiền sư thuộc Ngưu Đầu tông:
1/ Thiền sư Ngưu Đầu Pháp Dung (Sơ tổ)
2/ Thiền sư Kim Lăng Đàm Thôi
2/ Thiền sư Ngưu Đầu Trí Nham (Nhị tổ)
3/ Thiền sư  Ngưu Đầu Tuệ Phương (Tam tổ)
4/ Thiền sư Ngưu Đầu Pháp Trì (Tứ tổ)
5/ Thiền sư Ngưu Đầu Trí Oai (Ngũ tổ)
6/ Thiền sư Ngưu Đầu Tuệ Trung (Lục tổ)
7/ Thiền sư Duy Tắc Phật Quật
8/ Thiền sư Vân Cư Hội Trí
7/ Thiền sư Thái Bạch Quán Tông
7/ Thiền sư Kim Lăng Huệ Thiệp
6/ Thiền sư Tuyên Châu Huyền Dĩnh
6/ Thiền sư Nhuận Châu Huyền Tố
7/ Thiền sư Kính Sơn Đạo Khâm
8/ Thiền sư Đạo Lâm Ô Khòa
9/ Thiền sư Hàng Châu Hội Thông
8/ Thiền sư Hàng Ma Sùng Huệ
7/ Thiền sư Ngô Trung Pháp Kính
7/ Thiền sư Ngô Hưng Pháp Hải
7/ Thiền sư Tử Sơn Hạo Nhiên